# DiskImageMounter
DiskImageMounter - это утилита, которая выполняет монтирование образов диска в Mac OS X, начиная с версии  10.3. DiskImageMounter работает либо путем запуска  демона  для обработки образа диска, либо путем обращения к программе как к демону.
Как и BOMArchiveHelper, DiskImageMounter не имеет  GUI. Единственное окно, которое когда-либо отображает программа, - это окно с индикатором выполнения и возможностью отменить или пропустить проверку или отчет об ошибке, если не удалось смонтировать образ. Приложение находится в /System/Library/CoreServices/DiskImageMounter.app.
Начиная с версии  10.7, Apple «удалила поддержку образов, которые используют устаревшие метаданные.» DiskImageMounter теперь не сможет открывать .img (только NDIF), .smi (самомонтирущийся), .dc42 (Disk Copy 4.2), и .dart (DART) форматы образов дисков, которые ранее поддерживались в версии 10.6 и ранее.

## Какие образы дисков поддерживаются
DiskImageMounter поддерживает различные типы образов диска:
- Apple Disk Image (.dmg, com.apple.disk-image)
- UDIF disk images (.udif, com.apple.disk-image-udif); UDIF segment (.devs, .dmgpart, com.apple.disk-image-udif-segment)
- NDIF disk image[nb 1] (.ndif, .img, com.apple.disk-image-ndif); NDIF disk image segment (.imgpart, com.apple.disk-image-ndif-segment)
- self mounting image[nb 1] (.smi, com.apple.disk-image-smi)
- DVD/CD-R master image (.toast, .dvdr, .cdr, com.apple.disk-image-cdr, com.roxio.disk-image-toast)
- disk image segment (dmgpart)[2]
- Disk Copy 4.2 disk image[nb 1] (.dc42, .diskcopy42, com.apple.disk-image-dc42)
- DART disk image[nb 1] (.dart, com.apple.disk-image-dart)
- raw disk image (OSTypes: devr, hdrv, DDim, com.apple.disk-image-raw)
- PC drive container (OSTypes: OPCD, com.apple.disk-image-pc)
- ISO image (.iso, public.iso-image)
- sparse disk image (.sparseimage, com.apple.disk-image-sparse, .sparsebundle)

## Заметки
1. 1 2 3 4  Mac OS Classic legacy disk image format supported by DiskImageMounter under Mac OS X versions 10.3—10.6[1] As of version 10.9, hdiutil can still convert these formats but unable to open or write them.